# The Void (jeu vidéo)
Pour les articles homonymes, voir The Void.
The Void (Тургор) est un jeu vidéo de survival horror développé par Ice-Pick Lodge et sorti sur PC en 2008. Il a remporté le prix du jeu le  plus original au Russian Game Developers Conference de 2007.

## Système de jeu
Le personnage ne peut pas attaquer et il est à la première personne.

## Accueil
- Adventure Gamers : « Sauf si vous voulez vraiment jouer à quelque chose d'unique, [...] sentez-vous libre d'éviter The Void »  (Andrea Morstabilini)[2]
- Rock, Paper, Shotgun / Eurogamer : 7/10[3]